# Élections générales québécoises de 1935
L'élection générale québécoise de 1935 se déroule le 25 novembre 1935 afin d'élire les députés de la 19e législature à l'Assemblée législative de la province de Québec (Canada). Il s'agit de la 19e élection générale depuis la confédération canadienne de 1867. Le gouvernement du Parti libéral du Québec, dirigé par le premier ministre Louis-Alexandre Taschereau, conserve tout juste la majorité contre l'alliance du Parti conservateur de Maurice Duplessis et de l'Action libérale nationale de Paul Gouin, alliance qu'on désigne déjà officieusement sous le nom d'« Union nationale ».

## Contexte
Le 7 novembre 1932, Maurice Duplessis est choisi comme chef de l'opposition par le caucus conservateur. Le 4 octobre 1933, il est élu chef du Parti conservateur.
En juin 1934, des dissidents libéraux réformistes menés par Paul Gouin, fils de l'ancien premier ministre libéral Lomer Gouin, fondent l'Action libérale nationale. Ils élaborent un programme de réformes et s'opposent notamment à la manière dont le premier ministre Taschereau gère la crise économique.
Le 7 novembre 1935, peu avant les élections, le Parti conservateur et l'Action libérale nationale annoncent officiellement une entente pour joindre leurs forces contre le parti libéral : dans chaque circonscription électorale, un candidat unique, provenant de l'un ou l'autre des deux partis, fera la lutte au candidat du parti libéral ; sur les 90 circonscriptions du Québec, l'ALN présentera des candidats dans 60 à 65 circonscriptions et le parti conservateur dans 25 à 30 ; en cas de victoire, Duplessis sera premier ministre mais le programme du gouvernement sera celui de l'ALN et la majorité des ministres seront désignés par Gouin parmi les députés de l'ALN.
Le partage des circonscriptions entre les deux partis se fait sans accrochage. Paul Gouin se présente dans L'Assomption; Calixte Cormier dans Mercier ; Fred Monk dans Jacques-Cartier ; François Leduc dans Laval ; John Bourque dans Sherbrooke ; Oscar Drouin dans Québec-Est ; Philippe Hamel dans Québec-Centre ; Bona Dussault dans Portneuf ; Bona Arsenault dans Gaspé-Sud et Hormisdas Langlais aux Îles-de-la-Madeleine.

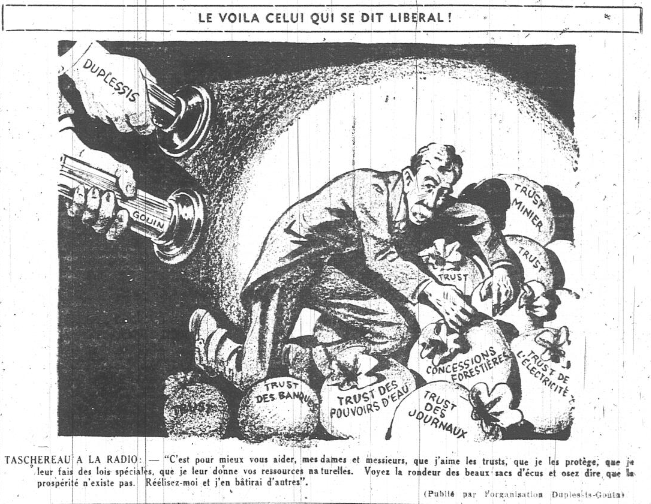
Caricature de Taschereau dans L'Illustration (1935)

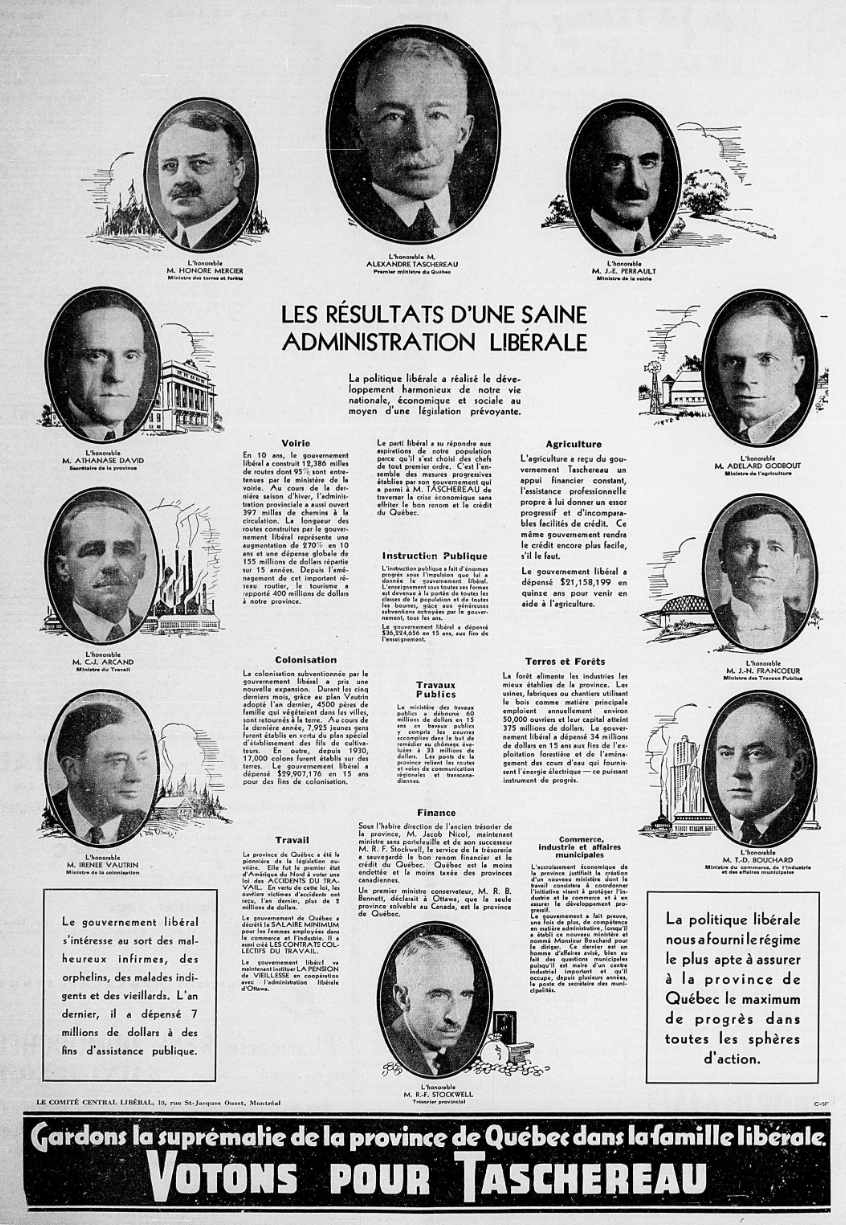
Annonce pour les libéraux dans l'élection.

Du côté du Parti libéral, on présente de nouveau les députés sortants dans un grand nombre de districts. Taschereau compte sur l'appui des libéraux fédéraux victorieux, particulièrement celui d'Ernest Lapointe, ministre de la Justice. Le député libéral sortant Joseph Samson, ex-maire de Québec, s'oppose à Philippe Hamel (ALN) dans Québec-Centre. Mais l'excitation de l'Action libérale nationale provoque quelques dissidences. Dans Laval, Médéric Martin, prédécesseur de Camillien Houde à la mairie de Montréal, appuie un candidat indépendant contre Joseph Filion, député libéral sortant. Dans Gaspé-Sud, deux libéraux, Wilfrid Malloy et le Dr Camille Pouliot sont écartés à la suite d'une convention truquée où Alexandre Chouinard, député sortant, conserve la nomination. Toutefois, Camille Pouliot compte sur l'appui de son cousin, Jean-François Pouliot.
Le Parti libéral remporte l'élection, mais avec une majorité nettement réduite. C'est la quatrième victoire électorale consécutive pour Louis-Alexandre Taschereau. Toutefois, devant l'impasse à l'Assemblée législative, qui n'arrive pas à adopter le budget nécessaire au fonctionnement de l'État, et croulant sous les scandales, dont une partie atteignent directement des membres de sa famille, Taschereau démissionne moins de sept mois plus tard et annonce que de nouvelles élections devront être tenues pour dénouer l'impasse.
Entre l'élection de 1935 et celle de 1936, la majorité des députés du Parti conservateur et de l'Alliance libérale nationale s'unissent officiellement en un seul parti sous le nom de l'« Union nationale ».

## Dates importantes
- 30 octobre 1935 : Émission du bref d'élection.
- 25 novembre 1935 : scrutin
- 24 mars 1936 : ouverture de la session.

## Résultats
| Libéral   | Action libérale nationale | Conservateur |
| 48 sièges | 26 sièges                 | 16 sièges    |
| ^         |                           |              |
| majorité  |                           |              |

### Résultats par parti politique
| Partis | Partis                   | Chef                       | Candidats | Sièges | Sièges | Voix    | Voix   | Voix     |
| Partis | Partis                   | Chef                       | Candidats | 1931   | Élus   | Nb      | %      | +/-      |
| --- | ------------------------ | -------------------------- | --------- | ------ | ------ | ------- | ------ | -------- |
| | Libéral                  | Louis-Alexandre Taschereau | 90        | 79     | 47     | 251 127 | 46,8 % | -8,06 %  |
| | ALN                      | Paul Gouin                 | 53        | -      | 25     | 161 239 | 30,1 % | +30,06 % |
| | Conservateur             | Maurice Duplessis          | 33        | 11     | 17     | 98 435  | 18,4 % | -25,19 % |
| | Libéral indépendant      | Libéral indépendant        | 19        | 0      | 1      | 21 578  | 4 %    | +3,80 %  |
| | Ouvrier                  |                            | 2         | -      | -      | 2 238   | 0,4 %  | -0,02 %  |
| | Libéral ouvrier          | Libéral ouvrier            | 1         | -      | -      | 998     | 0,2 %  | -        |
| | Conservateur indépendant | Conservateur indépendant   | 1         | -      | -      | 37      | 0 %    | -0,25 %  |
| | Indépendant              | Indépendant                | 4         | -      | -      | 709     | 0,1 %  | -0,53 %  |
| Total | Total                    | Total                      | 203       | 90     | 90     | 536 361 | 100 %  |          |
| Le taux de participation lors de l'élection était de 76,2 % et 15 232 bulletins ont été rejetés. Il y avait 739 300 personnes inscrites sur la liste électorale pour l'élection, toutefois seules 724 260 personnes avaient plus d'un candidat dans leur district. |                          |                            |           |        |        |         |        |          |

### Résultats par circonscription
- Abitibi : Hector Authier (Parti libéral)
- Argenteuil : Georges-Étienne Dansereau (Parti libéral)
- Arthabaska : Joseph-Édouard Perrault (Parti libéral)
- Bagot : Cyrille Dumaine (Parti libéral)
- Beauce : Vital Cliche (Action libérale nationale)
- Beauharnois : Delpha Sauvé (Parti conservateur)
- Bellechasse : Robert Taschereau (Parti libéral)
- Berthier : Cléophas Bastien (Parti libéral)
- Bonaventure : Pierre-Émile Côté (Parti libéral)
- Brome : Ralph Frederick Stockwell (Parti libéral)
- Chambly : Alexandre Thurber (Parti libéral)
- Champlain : Ulphée-Wilbrod Rousseau (Action libérale nationale)
- Charlevoix-Saguenay : Edgar Rochette (Parti libéral)
- Châteauguay : Honoré Mercier (fils) (Parti libéral)
- Chicoutimi : Arthur Larouche (Action libérale nationale)
- Compton : Payson Alton Sherman (Parti conservateur)
- Deux-Montagnes : Jean-Léo Rochon (Parti libéral)
- Dorchester : Joseph-Damase Bégin (Action libérale nationale)
- Drummond : Arthur Rajotte (Parti libéral)
- Frontenac : Patrice Tardif (Action libérale nationale)
- Gaspé-Nord : Thomas Côté (Parti libéral)
- Gaspé-Sud : Alexandre Chouinard (Parti libéral)
- Gatineau : Barthélémi Merleau (Parti libéral)
- Hull : Alexis Caron (Parti libéral)
- Huntingdon : Martin Fisher (Parti conservateur)
- Iberville : Lucien Lamoureux (Parti libéral)
- Iles-de-la-Madeleine : Amédée Caron (Parti libéral)
- Jacques-Cartier : Frederick Arthur Monk (Action libérale nationale)
- Joliette : Lucien Dugas (Parti libéral)
- Kamouraska : Pierre Gagnon (Parti libéral)
- Labelle : Albiny Paquette (Action libérale nationale)[3]
- Lac-Saint-Jean : Léonard Duguay (Parti conservateur)
- L'Assomption : Paul Gouin (Action libérale nationale)
- Laval : François Leduc (Parti conservateur)
- Laviolette : Charles Romulus Ducharme (Action libérale nationale) [3]
- Lévis : Théophile Larochelle (Action libérale nationale)
- L'Islet : Adélard Godbout (Parti libéral)
- Lotbinière : Joseph-Napoléon Francoeur (Parti libéral)
- Maisonneuve : William Tremblay (Parti conservateur)
- Maskinongé : Louis-Joseph Thisdel (Parti libéral)
- Matane : Joseph-Arthur Bergeron (Parti libéral)
- Matapédia : Joseph Dufour (Parti libéral)
- Mégantic : Tancrède Labbé (Action libérale nationale)[3]
- Missisquoi : François-Albert Pouliot (Parti conservateur)
- Montcalm : Jean-Gaétan Daniel (Parti libéral)
- Montmagny : Ernest Grégoire (Action libérale nationale)
- Montmorency : Louis-Alexandre Taschereau (Parti libéral)
- Montréal-Dorion : Grégoire Bélanger (Action libérale nationale)
- Montréal-Laurier : Zénon Lesage (Action libérale nationale)
- Montréal-Mercier : Anatole Plante (Parti libéral)
- Montréal—Sainte-Anne : Francis Lawrence Connors (libéral indépendant)[4]
- Montréal—Sainte-Marie : Candide Rochefort (Action libérale nationale)
- Montréal—Saint-Georges : Charles Ernest Gault (Parti conservateur)
- Montréal—Saint-Henri : Wilfrid-Édège Lauriault (Action libérale nationale)
- Montréal—Saint-Jacques : Henri Lemaître Auger (Parti conservateur)
- Montréal—Saint-Laurent : Joseph Cohen (Parti libéral)[5]
- Montréal—Saint-Louis : Peter Bercovitch (Parti libéral)
- Montréal-Verdun : Pierre-Auguste Lafleur (Parti conservateur)
- Napierville-Laprairie : Euclide Charbonneau (Parti libéral)
- Nicolet : Alexandre Gaudet (Parti libéral)
- Papineau : Roméo Lorrain (Action libérale nationale)
- Pontiac : Edward Charles Lawn (Parti libéral)
- Portneuf : Bona Dusseault (Action libérale nationale)
- Québec-Centre : Philippe Hamel (Action libérale nationale)
- Québec-Comté : Francis Byrne (Parti libéral)
- Québec-Est : Oscar Drouin (Action libérale nationale)
- Québec-Ouest : Charles Delagrave (Parti libéral)
- Richelieu : Célestin-Avila Turcotte (Parti libéral)
- Richmond : Albert Goudreau (Parti conservateur)
- Rimouski : Louis-Joseph Moreault (Parti libéral)
- Rivière-du-Loup : Léon Casgrain (Parti libéral)
- Roberval : Antoine Castonguay (Action libérale nationale)
- Rouville : Laurent Barré (Parti conservateur)
- Saint-Hyacinthe : Télesphore-Damien Bouchard (Parti libéral)
- Saint-Jean : Alexis Bouthillier (Parti libéral)
- Saint-Maurice : Marc Trudel (Action libérale nationale)
- Saint-Sauveur : Pierre Bertrand (Parti conservateur)
- Shefford : Hector Choquette (Action libérale nationale)
- Sherbrooke : John Samuel Bourque (Action libérale nationale)
- Soulanges : Avila Farand (Parti libéral)
- Stanstead : Rouville Beaudry (Action libérale nationale)
- Témiscamingue : Nil-Élie Larivière (Action libérale nationale)
- Témiscouata : Joseph-Alphonse Beaulieu (Parti libéral)
- Terrebonne : Athanase David (Parti libéral)
- Trois-Rivières : Maurice Duplessis (Parti conservateur)
- Vaudreuil : Elzéar Sabourin (Parti libéral)
- Verchères : Félix Messier (Parti libéral)
- Westmount : Charles Allan Smart (Parti conservateur)
- Wolfe : Thomas Lapointe (Parti libéral)
- Yamaska : Antonio Élie (Parti conservateur)